# 수분류사
수분류사(數分類詞, measure word)란 분류사의 일종으로서, 명사의 수량 표현의 단위를 표시하면서 그 의미를 분류 또는 한정하는 기능을 가진 말이다. 수분류사는 아시아의 많은 언어들에서 특히 발달되어 있는데, 이들은 이들 언어의 문법에서 하나의 체계를 이룬다. 대표적으로, 한국어, 중국어, 일본어, 베트남어, 태국어, 말레이어 등이다. 이에 비해 인도유럽어는 수분류사의 발달이 미약하여 영어를 예로 들면 영어: three cups of coffee에서 cups 같은 것이 수분류사의 구실을 한다. 국어에서는 의존 명사 중의 하나인 단위성 의존명사(單位性依存名詞), 줄여서 단위 명사로 분류한다.

## 한국어의 수분류사

### 고유어 계통
- 벌 —  옷, 그릇
- 분 —  높이는 사람
- 단 —  짚, 땔나무, 채소(파, 부추 등 길쭉한 것) 따위의 묶음
- 채 —  집, 기구, 기물, 가구, 이불, 가공하지 않은 인삼
- 개비 —  가늘고 짤막하게 쪼갠 토막
- 그루 —  (주로) 나무
- 켤레 —  짝이 되는 두 개를 한 벌로 세는 것
- 마리 —  짐승, 물고기, 벌레
- 포기 —  뿌리를 단위로 한 초목의 낱개
- 푼 —  돈
- 톨 —  밤[栗], 곡식의 낱알

### 한자어 계통
- 갑(匣) —  물건이 담긴 상자를 세는 단위
- 개(個) —  어떤 것을 세는 단위로 다른 단위 대신 두루 쓸 수 있는 단위
- 과(課) —  교과서의 한 장
- 권(卷) —  책이나 문서
- 대(臺) —  탈 것과 기계류
- 량(輛) —  전철, 열차 차량
- 명(名) —  사람
- 장(張) —  종이; 장(章) —  글 ('제5장')
- 척(隻) —  배
- 통(通) —  편지, 전보, 전화, 이메일 등
- 통(桶) —  수박
- 필(匹) —  말

### 외래어 계통
- 다스(←dozen) —  12개 단위(볼펜 등)

### 수분류사로 전용된 일부 명사(자립형태소)
- 병(甁) —  병
- 층(層) —  건물의 층계 사다리
- 곡(曲) —  노래
- 잔(盞) —  컵
- 그릇
- 바구니
- 송이 —  꼭지가 달린 꽃이나 열매
- 자루 —  1)  기름하게 생긴 필기도구나 연장, 무기 2) 속에 물건을 담을 수 있도록 헝겊 따위로 길고 크게 만든 주머니에 담긴 것

## 같이 보기
- 가산명사
- 수사 (품사)